# Осинцева, Таисия Сергеевна
Таи́сия Серге́евна Оси́нцева (9 октября 1923, Ижевск, СССР — 17 ноября 2008, Ижевск, Россия) — советский и российский невролог, профессор, доктор медицинских наук, Заслуженный деятель науки РСФСР, почетный академик Ижевской государственной медицинской академии.

## Биография

### Детство
Таисия Сергеевна родилась и воспитывалась в многодетной семье. Отец, Сергей Иванович, служил в царской армии, потом работал токарем на заводе; мать, Ольга Васильевна, была домохозяйкой, занималась воспитанием детей. В семье было 6 детей: Зинаида, Николай, Анастасия, Таисия, Клавдия и Валентина. Семья Осинцевых жила достаточно скромно, что наложило отпечаток на стиль всей жизни Таисии Сергеевны.

### Образование
В 1941 г. Таисия Сергеевна окончила среднюю школу с отличием. Впереди стоял выбор профессии. Со слов самой Таисии Сергеевны, она мечтала о карьере авиаконструктора, даже подала документы в один из московских авиастроительных институтов. Но началась война, и отец посоветовал остаться в родном Ижевске и поступать в мединститут. Студенчество пришлось на военные годы: во время производственной практики Таисия Сергеевна принимала раненых на вокзале и распределяла их по госпиталям Удмуртии, работала в отделении гнойной хирургии военного госпиталя в Можге; неоднократно выезжала вместе с другими студентами на торфоразработки. В 1946 г. Т.С. Осинцева окончила с отличием Ижевский медицинский институт и в течение последующих 3 лет обучалась в клинической ординатуре на кафедре нервных болезней под руководством профессора Э.М. Визена.

### Ученая степень
В 1958 г. Т.С. Осинцева защитила кандидатскую диссертацию по вопросам военно-неврологической экспертизы (научный руководитель — профессор Э.М. Визен), в 1969 г. — докторскую, посвященную проблеме хронических менингоэнцефалитов с эпилептическими припадками.

### Трудовая деятельность
Трудовая деятельность Таисии Сергеевны неразрывно связана с Ижевским медицинским институтом (впоследствии — академия). По окончании ординатуры в 1949 г. Т.С. Осинцева возглавила клиническую базу кафедры нервных болезней, а также параллельно работала в должности ассистента кафедры. В 1960—1990 гг. — возглавляла кафедру нервных болезней, в течение 2 лет являлась проректором по учебной и научной работе. В 1969 г. по её инициативе в Удмуртии была открыта медико-генетическая консультация, и с этого же года к кафедре присоединен курс медицинской генетики, а с 1976 г. — курс нейрохирургии. За период её заведования защищены 3 докторских и 7 кандидатских диссертаций. С 1990 г. и до последнего дня своей жизни Таисия Сергеевна Осинцева работала в должности профессора кафедры неврологии Ижевской государственной медицинской академии: вела практические занятия и читала лекции для студентов, интернов, клинических ординаторов и врачей-неврологов факультета повышения квалификации. Без преувеличения можно сказать, что Таисия Сергеевна совершила трудовой подвиг: её трудовой стаж на одном месте составляет 59 (!) лет.

### Научная деятельность
Направление научной деятельности — проблема природно-очаговых нейроинфекций (клещевой энцефалит, лайм-боррелиоз), склонных к хронизации процесса. Профессор Т.С. Осинцева опубликовала около 160 научных статей и учебное пособие «Клещевой энцефалит» (в соавторстве с академиком К.В. Буниным и профессором А.И. Чукавиной, 1976).

### Общественная деятельность
В течение 30 лет Т.С. Осинцева была председателем Удмуртского филиала Всероссийского общества невропатологов и психиатров и главным неврологом Минздрава Удмуртской АССР.

### Награды и звания
Кавалер ордена "Знак Почета", медаль "Ветеран труда", медаль "За доблестный труд. В ознаменование 100-летия со дня рождения Владимира Ильича Ленина", Заслуженный деятель науки РСФСР (1986), Почетный академик Ижевской государственной медицинской академии.

### Сведения о кончине
Профессор Таисия Сергеевна Осинцева скончалась на 86-м году жизни и похоронена на Хохряковском кладбище г. Ижевска.

## Научные публикации
Здесь только список статей, которые доступны в PubMed:
- Shinkareva L.F., Osintseva T.S., Chernenkova M.L. [Management of pregnancy and labor in women with syringomyelia]. Akush Ginekol (Mosk). 1988 Oct;(10):65-8. [Article in Russian].
- Leksin E.N., Osintseva T.S. [Late results of treating the sequelae of brain injuries]. Zdravookhr Ross Fed. 1976 Dec;(12):31-3. [Article in Russian].
- Leksin E.N., Osintseva T.S. [The value of cerebrospinal fluid tests in the differential diagnosis of epilepsy of traumatic and infectious origin]. Zh Nevropatol Psikhiatr Im S S Korsakova. 1970;70(8):1155-9. [Article in Russian].
- Osintseva T.S. [Study of hemorrhagic encephalitis]. Sov Med. 1950 Dec;12:23-4. ISSN 00444588. [Article in Russian].
- Osintseva T.S. [Hemorrhagic encephalitis]. Nevropatol Psikhiatriia. 1950 Mar-Apr;19(2):13-5.[Article in Russian].